# Kamares (Kreta)

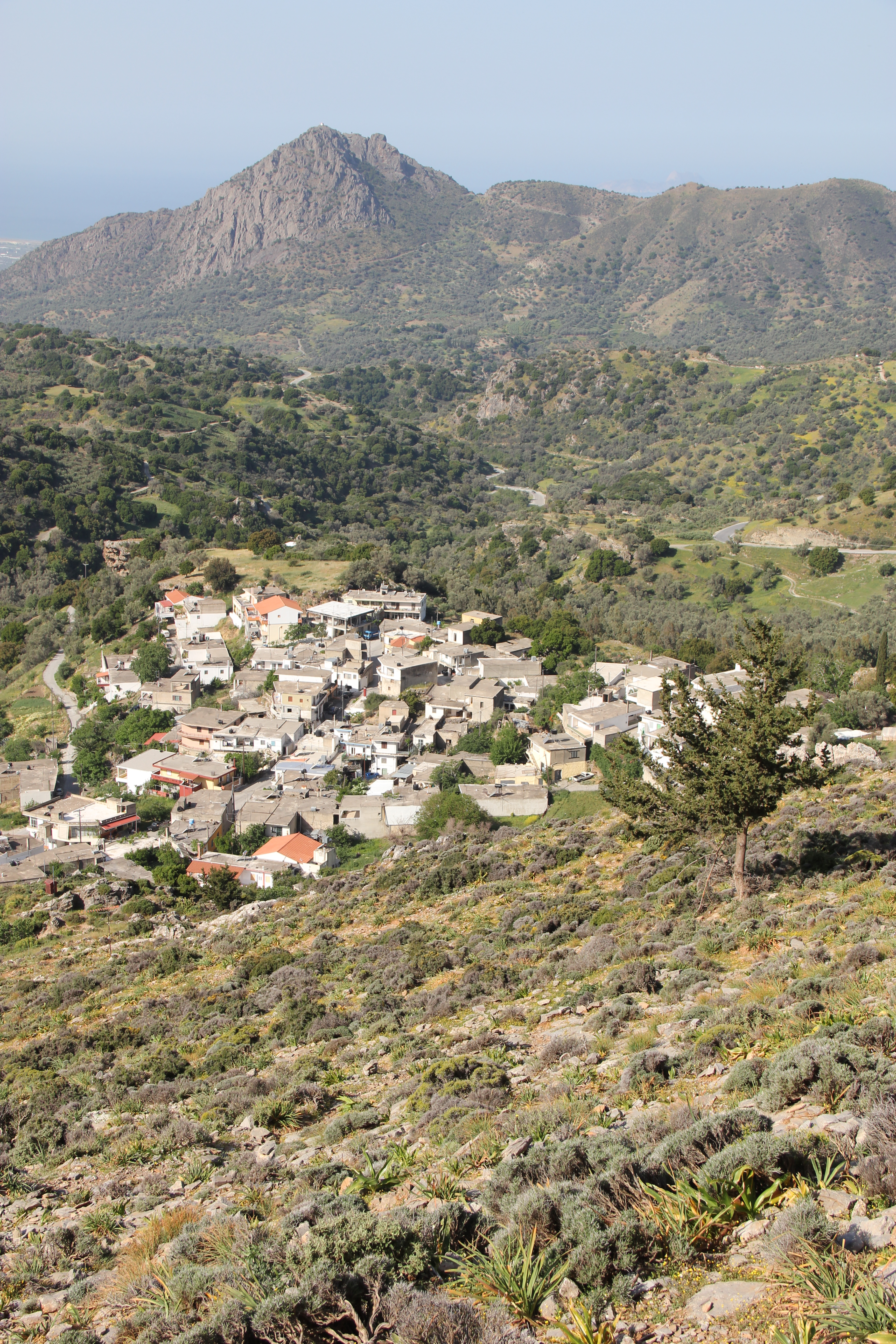
Kamares

Kamares (griechisch Καμάρες (f. pl.)) ist ein Ort im Süden der griechischen Insel Kreta am südlichen Hang des Psiloritis-Gebirges und gehört zum Gemeindebezirk Tymbaki in der Gemeinde Festos. Oberhalb von Kamares in 1525 Metern Höhe befindet sich die Kamares-Höhle (griechisch Σπήλαιο Καμαρών). Hier wurde bei Ausgrabungen minoische Keramik gefunden, die nach dem Fundort als Kamares-Ware bezeichnet wird.

## Geschichte
Zur venezianischen Zeit hieß der Ort Camares. Für das Jahr 1583 ist eine Einwohnerzahl von 93 überliefert. Im Zweiten Weltkrieg wurde das Dorf von der Wehrmacht zerstört, da sich hier griechische Widerstandskämpfer versteckt hielten.
Von 1925 bis zur Gemeindereform 1997 bildete der Ort eine selbstständige Landgemeinde (Κοινότητα Καμαρών Kinotita Kamaron).

## Tourismus
In Kamares gibt es mehrere kleine Pensionen in die sich vor allem Naturliebhaber einbuchen. Von hier kann man
zur Kamares-Höhle aufsteigen. Für den Hin- und Rückweg der anspruchsvollen Wanderung sollten gut sechs Stunden eingeplant werden. Der weitere Aufstieg von dort zum 2456 Meter hohen Psiloritis (auch Timios Stavros) setzt eine Übernachtung im Freien voraus. 
In der Umgebung von Kamares gibt es vier Schluchten:
- die Große Schlucht (griechisch Μεγάλο Φαράγγι)
- die Foulo-Schlucht
- die Spiliara-Schlucht
- die Sfaka-Schlucht

Die Kirchen im Ort sind der Gottesmutter und dem Heiligen Georg geweiht. Am 23. Juli wird der Feiertag des Heiligen Georg im Dorf begangen.

## Minoische Funde
1890 übergab ein Bauer aus Kamares dem Ephor von Kreta Josef Hatzidakis Tonscherben einer hochwertigen Keramik, die bisher auf Kreta nicht dokumentiert worden war und die er in der Kamares-Höhle aufgesammelt hatte. Aus diesem Grund besuchte Antonio Taramelli im Jahr 1894 Kamares. Neben der Höhle oberhalb des Dorfes zeigten ihm die Bauern von Kamares südwestlich des Ortes einen minoischen Friedhof mit sieben Tholosgräbern von denen Taramelli vier untersuchte. Sie hatten einen Durchmesser zwischen 2 Meter und 2,60 Meter und eine Höhe zwischen 1,60 Meter und 2 Meter. Zu den Eingängen, die nach Osten ausgerichtet waren, führte jeweils ein 1 Meter bis 1,40 Meter langer Dromos. Die Toten waren mit dem Kopf nach Westen und den Füßen nach Osten im Grab abgelegt worden. Nach den aufgefundenen Tonscherben vermutete Taramelli, dass der Friedhof bis in die mykenische Periode benutzt wurde. Westlich von Kamares entdeckte er im Tal Kavmenis Mitato (griechisch Καυμένης μιτάτο) Tonscherben und schloss daraus, dass hier eine antike Siedlung lag.